# Szermierka na Letniej Uniwersjadzie 2009
Szermierka na Letniej Uniwersjadzie 2009 odbyła się w dniach 2 - 7 lipca w hali BG Fair - Hall 2 w Belgradzie. 
BG Fair - Hall 2 oddalona jest od wioski akademickiej o 4,5 km.
Do rozdania było 12 kompletów medali. Po 6 w konkurencjach zarówno męskich jak i żeńskich. Szermierze rywalizowali w trzech rodzajach broni: florecie, szabli oraz szpadzie.

## Klasyfikacja medalowa
| Klasyfikacja medalowa |                  |   |   |   |       |
| Poz.                  | Państwo          |   |   |   | Razem |
| 1                     | Włochy           | 2 | 4 | 2 | 8     |
| 2                     | Chiny            | 2 | 1 | 6 | 9     |
| 3                     | Korea Południowa | 2 | 0 | 2 | 4     |
| 4                     | Szwajcaria       | 2 | 0 | 1 | 3     |
| 4                     | Ukraina          | 2 | 0 | 1 | 3     |
| 6                     | Rosja            | 1 | 4 | 2 | 6     |
| 7                     | Polska           | 1 | 0 | 0 | 1     |
| 8                     | Białoruś         | 0 | 1 | 0 | 1     |
| 8                     | Francja          | 0 | 1 | 0 | 1     |
| 8                     | Rumunia          | 0 | 1 | 0 | 1     |
| 11                    | Węgry            | 0 | 0 | 2 | 2     |
| 12                    | Japonia          | 0 | 0 | 1 | 1     |
| 12                    | Niemcy           | 0 | 0 | 1 | 1     |

## Obiekty
| Obiekt         | Miasto  | Odległość od wioski uniwersyteckiej | Odległość od wioski uniwersyteckiej | Funkcja           |
| Obiekt         | Miasto  | Kilometry                           | Czas                                | Funkcja           |
| BG Fair Hall 2 | Belgrad | 4,5 km                              | 10 min                              | Zawody i treningi |

## Konkurencje
| Floret - indywidualnie - drużynowo Szabla - indywidualnie - drużynowo Szpada - indywidualnie - drużynowo | Floret - indywidualnie - drużynowo Szabla - indywidualnie - drużynowo Szpada - indywidualnie - drużynowo |

## Terminarz finałów
| - 19:40 - 19:55 - szabla indywidualnie mężczyzn - 19:55 - 20:10 - szpada indywidualnie kobiet | - 19:50 - 20:10 - floret indywidualnie kobiet - 20:10 - 20:30 - szpada indywidualnie mężczyzn |
| - 19:40 - 19:55 - szabla indywidualnie kobiet - 19:55 - 20:15 - floret indywidualnie mężczyzn | - 17:40 - 18:20 - szabla drużynowo mężczyzn - 18:30 - 19:40 - szpada drużynowo kobiet         |
| - 18:00 - 19:10 - szpada drużynowo mężczyzn - 19:10 - 20:20 - floret drużynowo kobiet         | - 17:40 - 18:20 - szabla drużynowo kobiet - 18:30 - 19:40 - floret drużynowo mężczyzn         |

## Medaliści
| Konkurencja          | Złoto                                                                         | Srebro                                                                           | Brąz                                                                 |
| Mężczyźni            |                                                                               |                                                                                  |                                                                      |
| Floret indywidualnie | Son Young-ki                                                                  | Tobia Biondo                                                                     | Huang Liangcai Thibault Sarda                                        |
| Floret drużynowo     | Rosja Dmitrij Żeriebczenko Igor Gridniew Artur Achmatchuzin Dmitrij Rigin     | Francja Thibault Sarda Pierrick Saint Bonnet Benoit Journet Ghislain Perrier     | Chiny Ma Jianfei Li Hua Li Bingwei Huang Liangcai                    |
| Szabla indywidualnie | Wang Jingzhi                                                                  | Alaksandr Bujkiewicz                                                             | Zhong Man Luigi Samele                                               |
| Szabla drużynowo     | Chiny Zhong Man Wang Jingzhi Liu Xiao He Wei                                  | Włochy Marco Ciari Massimiliano Murolo Luigi Samele Marco Tricario               | Węgry Zsolt Nagy Csanad Gemesi Balazs Hamar Pal Hagy                 |
| Szpada indywidualnie | Benjamin Steffen                                                              | Paolo Pizzo                                                                      | Fabian Kauter Peter Szenyi                                           |
| Szpada drużynowo     | Szwajcaria Max Heinzer Fabian Kauter Valentin Marmillod Benjamin Steffen      | Włochy Matthew Trager Enrico Garozzo Roberto Bertinetti Paolo Pizzo              | Ukraina Anatolij Herej Ihor Rejzlin Witaij Medwediew Maksym Chworost |
| Kobiety              |                                                                               |                                                                                  |                                                                      |
| Floret indywidualnie | Claudia Pigliapoco                                                            | Julija Raszidowa                                                                 | Wiktorija Kozyriewa Martina Zacke                                    |
| Floret drużynowo     | Włochy Benedetta Durando Valentina Cipriani Martina Batini Claudia Pigliapoco | Rosja Diana Jakowlewa Wiktorija Kozyriewa Julija Raszidowa Łarisa Korobiejnikowa | Korea Południowa Jeon Hee-sook Lee Hye-sun Oh Hye-mi                 |
| Szabla indywidualnie | Kim Hye-lim                                                                   | Bao Yingying                                                                     | Tan Xue Ni Hong                                                      |
| Szabla drużynowo     | Ukraina Olha Kiselewa Ołena Woronina Iryna Krawczuk Nina Kozłowa              | Rosja Anna Ilarionowa Alina Ozolina Dina Galiakbarowa Wiktorija Kowalewa         | Korea Południowa Kim Hye-lim Lee Hee-ra Kim Hyea-rim                 |
| Szpada indywidualnie | Ewa Nelip                                                                     | Simona Deac                                                                      | Nozomi Nakano Olga Koczniewa                                         |
| Szpada drużynowo     | Ukraina Ołena Krywyćka Olha Petruk Anfisa Poczkałowa Jana Szemiakina          | Rosja Olga Koczniewa Jelena Szaszarina Włada Własowa Jana Zwieriewa              | Włochy Francesca Boscarelli Marzia Muroni Mara Navarria Giulia Rizzi |